# Досело (Бергамо)
Досело је насеље у Италији у округу Бергамо, региону Ломбардија.
Према процени из 2011. у насељу је живело 123 становника. Насеље се налази на надморској висини од 503 м.